# 澧县北站
澧县北站是位于中华人民共和国湖南省常德市澧县金罗镇的一个铁路车站，有焦柳铁路经过该站，距离澧县县城20余千米。车站由中国铁路广州局集团张家界车务段管理，现办理客运业务，每天有来往怀化的7266/7265次普通旅客慢车在该站始发终到；货运办理货场和专用线货物到发，以石膏矿产、和卷筒新闻纸外运为主，是四等站。
建于1978年，原名金罗站，1992年3月1日更名为澧县站，2025年2月26日更名为澧县北站，而当时呼南高速铁路通道宜昌至常德段可行性研究报告已获批但仍未正式开工。